# Ratto delle Sabine (Pietro da Cortona)
Il Ratto delle Sabine è un dipinto di Pietro da Cortona che rappresenta l'episodio mitico omonimo. Venne realizzato tra il 1629 e il 1630 circa ed è conservato alla pinacoteca dei musei Capitolini, a Roma.
Inizialmente questa tela era destinata alla famiglia dei suoi primi mecenati, i ricchi banchieri fiorentini Sacchetti. Il cardinale Sacchetti aveva commissionato quest'opera perché desiderava evidenziare l'antichità della propria famiglia, installatasi da poco a Roma.
Questo quadro è considerato come il primo "manifesto" della pittura barocca.

## Descrizione
Questo episodio è raccontato da Plutarco e Tito Livio e si riferisce alle origini mitiche di Roma. Pietro Berrettini da Cortona pone la scena davanti a un'architettura antica, con l'obelisco e un tempio sulla destra (che si riconosce dal frontone triangolare) che è quello di Nettuno. Nella mitologia romana Nettuno era il dio dei mari, degli oceani, delle fonti e dei fiumi: Berrettini lo rappresenta in alto a sinistra della sua composizione, come una statua riconoscibile grazie al suo attributo, il tridente. Si nota ai suoi piedi la presenza di un vaso che potrebbe essere il simbolo di quello che rappresenta (l'acqua), poiché la scena non si svolge presso il mare.
Il Cortona decise senza dubbio di rappresentare questa scena in questa ambientazione per riferirsi ai "giochi di Nettuno" organizzati da Romolo per attirare i Sabini e rapirne le mogli e le figlie. Nientedimeno, tutta questa architettura antica è nascosta da una massa di vegetali delle stesse tonalità di colore. Quest'ultima lascia intravedere un cielo molto tempestoso e turbolento che riprende la scena che si svolge in primo piano.

### Personaggi

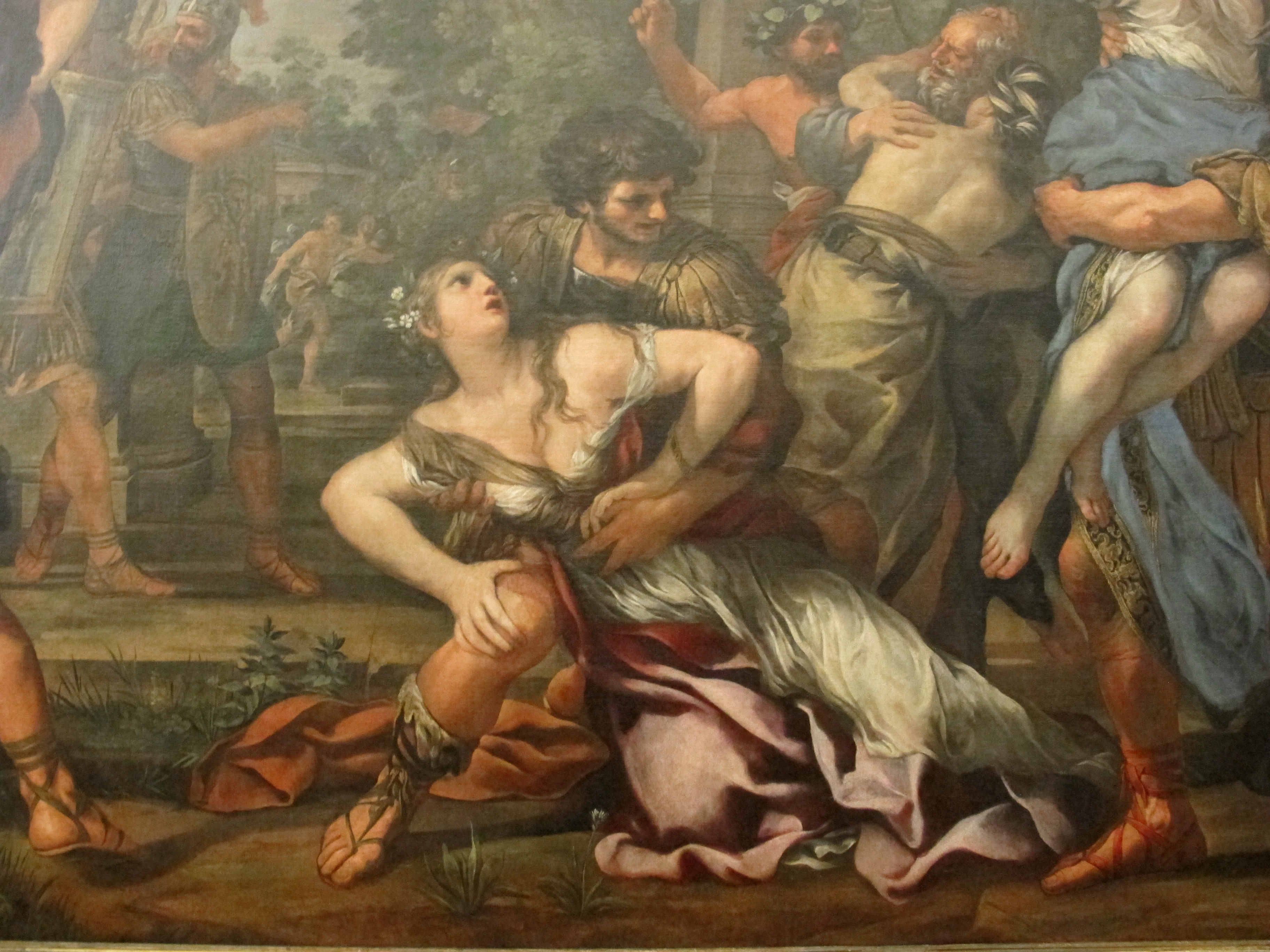
Un dettaglio dei personaggi al centro della composizione.

Il primo piano è occupato da tre gruppi di due personaggi con delle pose che fanno sembrare il tutto una rappresentazione teatrale.
La coppia che si trova all'estrema destra del dipinto si ispira a una scultura del Bernini, il Ratto di Proserpina. Nella rappresentazione che ne fece il Bernini, Proserpina lotta con dei gesti agitati mentre prova a scacciare il suo aggressore con la mano sinistra. Non è così nel dipinto del Cortona, dove la "Proserpina" non cerca di scacciare il proprio aggressore, ma il cui gesto esprime piuttosto la paura e il desiderio di fuggire, senza che questo sia possibile. È un gesto di disperazione. La sabina della coppia all'estrema sinistra assume più un'aria di fatalità mentre guarda il bambino alla sua destra, ma non fa alcun gesto di repulsione. Neanche la sabina al centro fa un gesto violento, ma prova comunque a liberarsi del suo aggressore con la sua mano sinistra mentre guarda una delle sue compagne.
Pietro da Cortona valorizzò dei gruppi su uno sfondo più piatto che richiama per la sua composizione i rilievi del sedicesimo secolo.

### Composizione
Pietro da Cortona gioca tuttavia sullo squilibrio. Tutta la composizione è asimmetrica e si organizza secondo delle linee diagonali. Si ritrova un asse diagonale tra le due donne delle coppie di destra che è amplificato dai loro sguardi. Per l'equilibrio, sono presenti delle altri diagonali contrarie. Una linea più serpentina è rappresentata dal corpo della sabina della coppia di sinistra. Dei tocchi di colore come il blu del vestito della sabina, spezzano il tono uniforme piuttosto dorato (la luce bionda tipica di Venezia) che risponde al gioco delle diagonali e degli sguardi.
I costumi sono ispirati a quelli dell'epoca classica, con le armature dei soldati e le vesti delle donne dove tutto è molto dettagliato, come scolpito con le ombre. Qui Pietro da Cortona raggiunse la sua maturità stilistica.